# Battaglia nel cielo
Battaglia nel cielo (Batalla en el cielo) è un film del 2005 scritto e diretto da Carlos Reygadas.

## Trama
Città del Messico. Il goffo Marcos, vigilante e autista di un generale nonché addetto alla sicurezza dei militari per l'alzabandiera alla piazza delle tre culture, sconvolto dall'epilogo drammatico del rapimento di un bambino, figlio di un ricco parente, cerca sollievo confessando il crimine ad Ana, un'adolescente dedita agli eccessi, fino ad instaurare una relazione intima, relazione che pare sopravvivere alla loro morte, in un Paradiso simile ad una camera d'albergo ad ore.

## Riconoscimenti
Acclamata durante il 58º Festival di Cannes, fu una delle pellicole più accreditate per ricevere la Palma d'oro come miglior film, che fu poi vinta da L'Enfant dei belgi Jean-Pierre e Luc Dardenne. L'autorevole rivista del British Film Institute Sight & Sound l'ha indicato fra i trenta film chiave del primo decennio del XXI secolo.